# Seeon-Seebruck

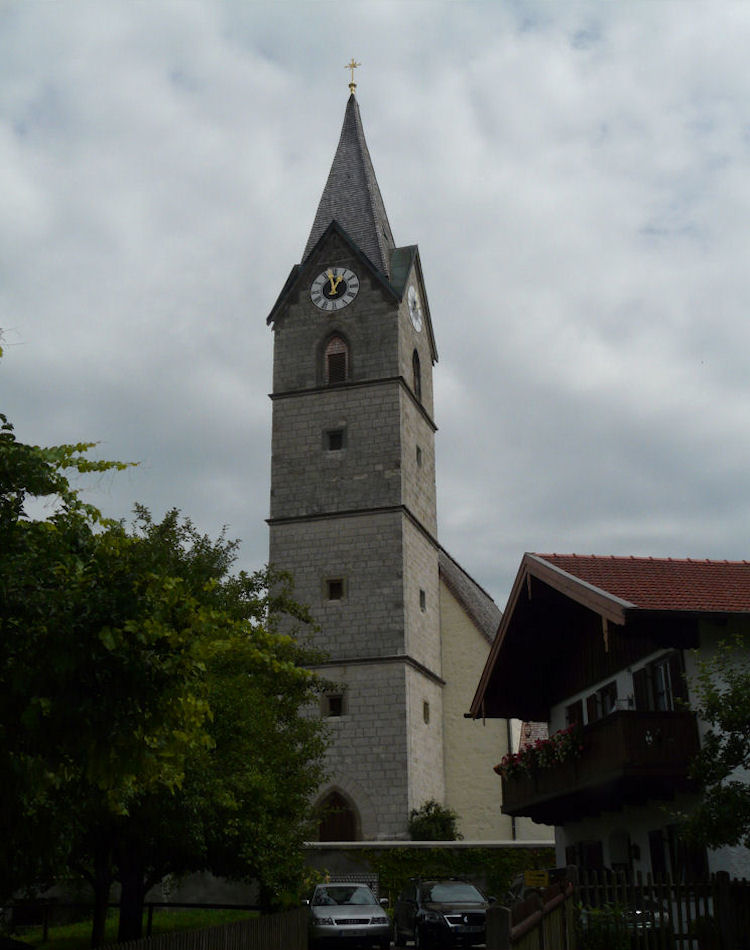
Kirche St. Thomas und St. Stephan

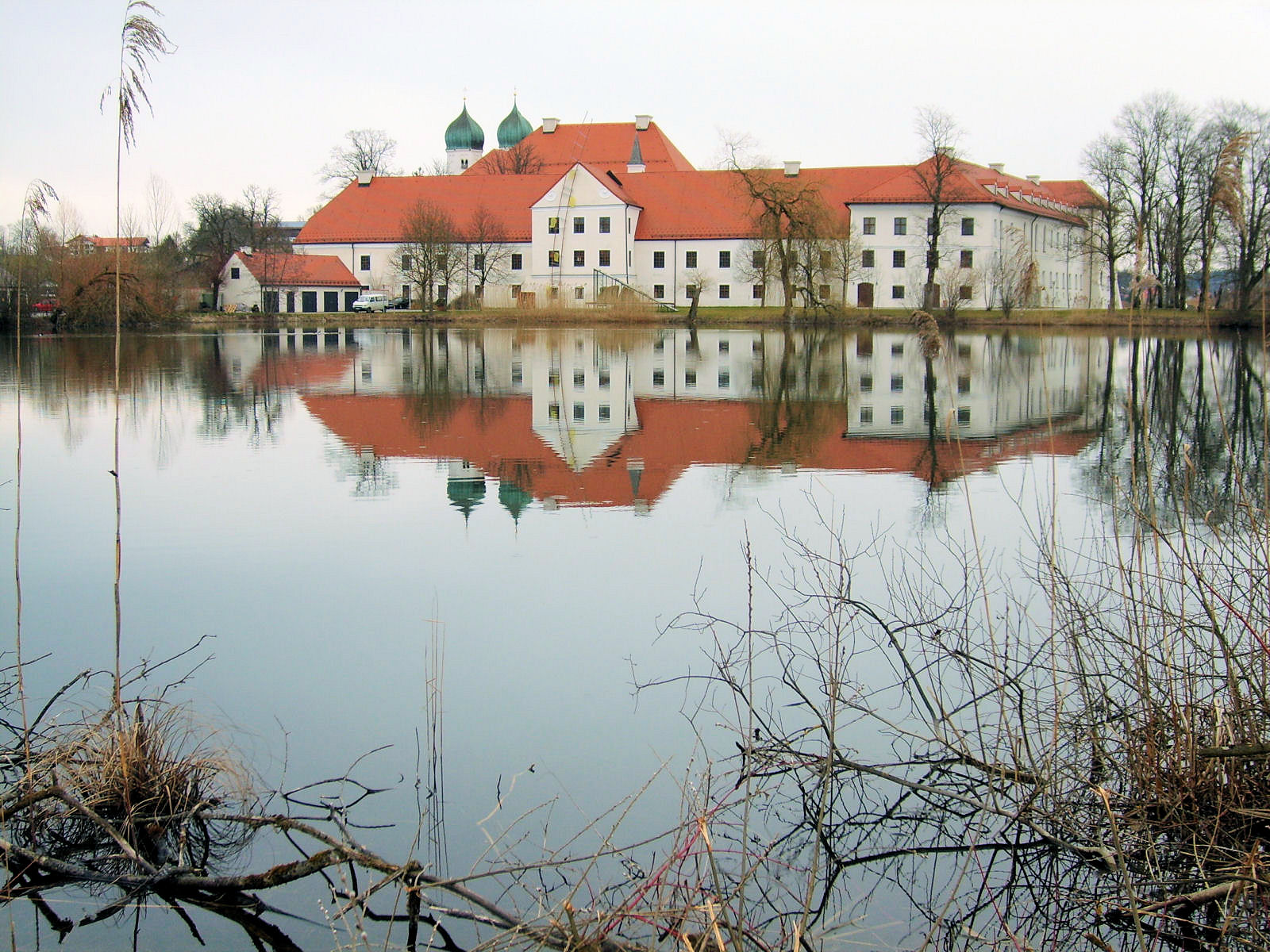
Kloster Seeon

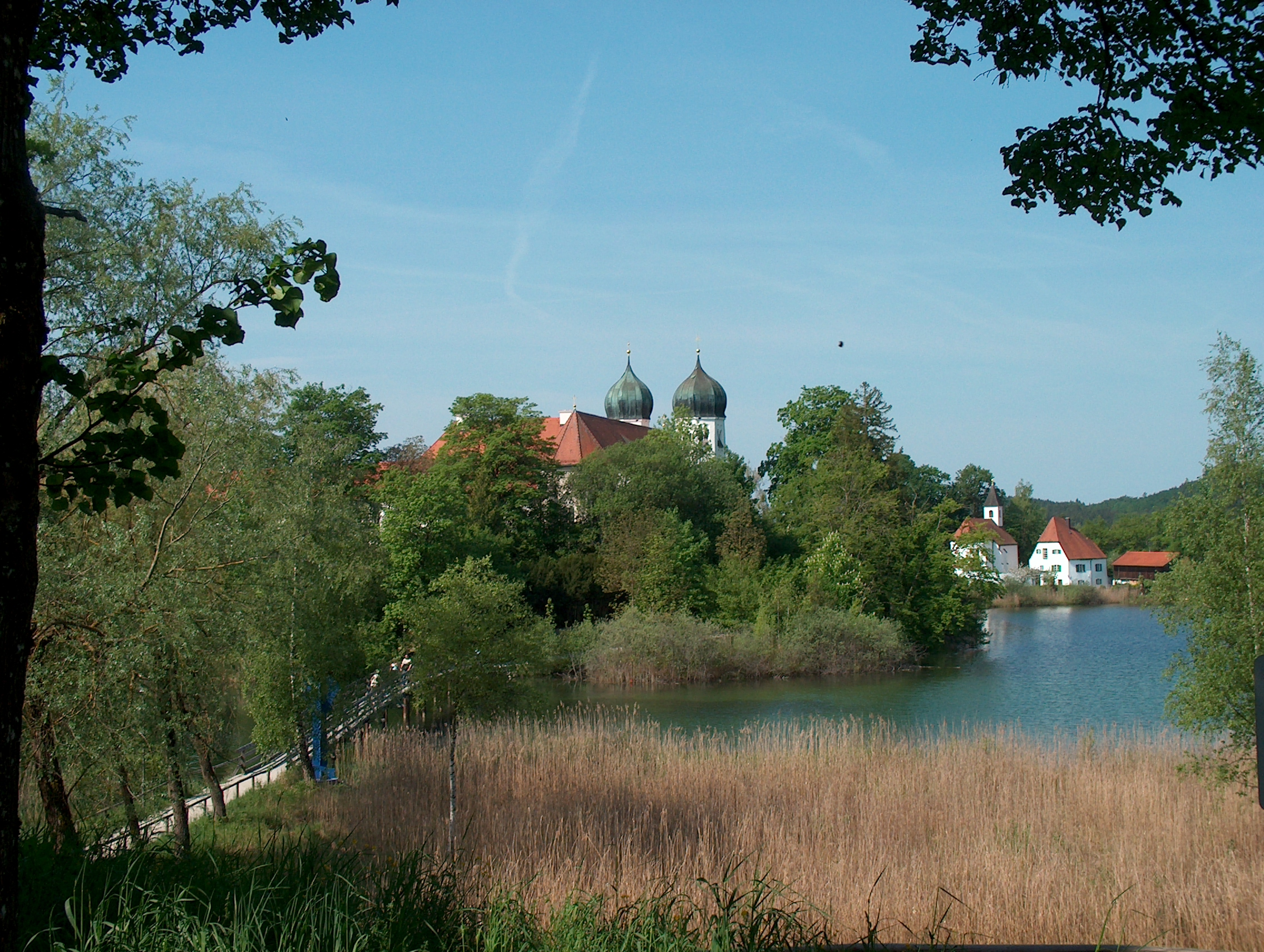
Blick vom Seeufer

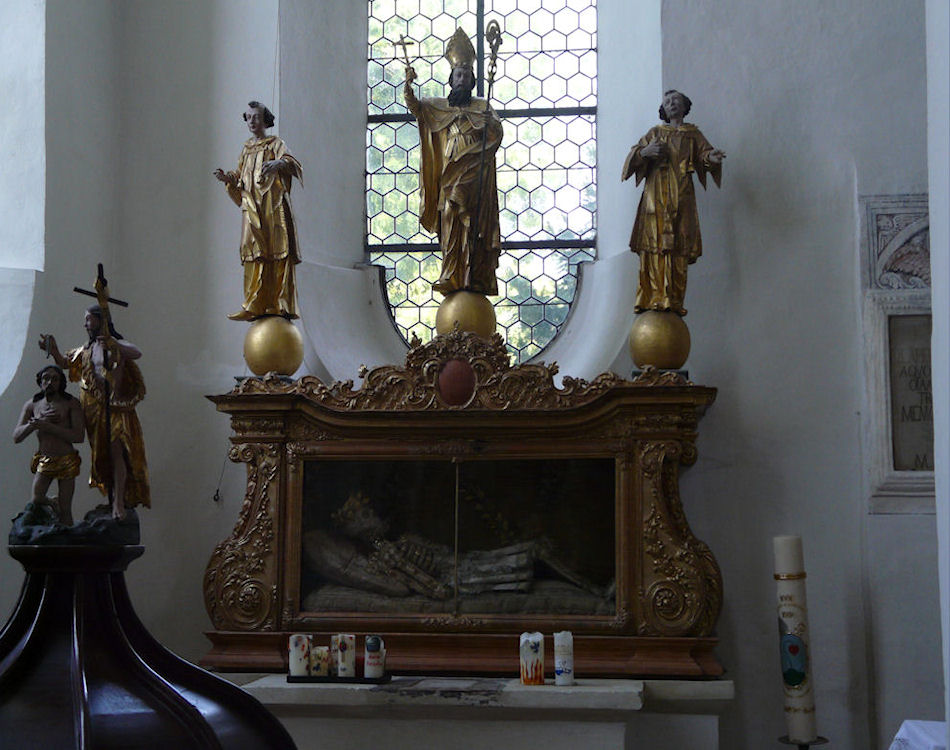
Altar in der Klosterkirche

Seeon-Seebruck ist eine Gemeinde mit dem Prädikat Erholungsort im oberbayerischen Landkreis Traunstein. Sie liegt nördlich des Chiemsees im Chiemgau. Der Sitz der Gemeindeverwaltung befindet sich in Seebruck.

## Geografie
Die Gemeinde liegt in der Planungsregion Südostoberbayern. Eine Siedlung gleichen Namens gibt es nicht. Die Orte Seeon und Seebruck liegen etwa 6 km voneinander entfernt. Seebruck liegt am Ausfluss der Alz am Nordufer des Chiemsees, Seeon an einer kleinen Seenplatte rund vier Kilometer nördlich des Chiemsees. Der Gemeindeteil Truchtlaching liegt rund fünf Kilometer nördlich des Chiemsees an der Alz.

### Gemeindegliederung
Es gibt 66 Gemeindeteile:
- Aign
- Apperting
- Baderpoint
- Bauschberg
- Brandhub
- Brandl
- Bräuhausen
- Burgham
- Bürghub
- Castrum
- Döging
- Dorf
- Ebering
- Eglhart
- Eglsee
- Engering
- Erlberg
- Esbaum
- Esterer
- Fembach
- Graben
- Grafenanger
- Grilleck
- Grünweg
- Guggenbichl
- Heimhilgen
- Höllthal
- Holzen
- Ischl
- Karlswerk
- Käs
- Klosterseeon
- Lambach
- Leiten
- Lochen
- Lochenhäusl
- Luging
- Maisham
- Mörn
- Neubichl
- Niesgau
- Pattenham
- Pavolding
- Perading
- Poing
- Point
- Pullach
- Roitham
- Sandgrub
- Schachen
- Scheitzenberg
- Schmidberg
- Seebruck
- Seeon
- Seilerberg
- Staller
- Steinrab
- Stetten
- Stöffling
- Straß
- Straßham
- Truchtlaching
- Waltenberg
- Wattenham
- Weinberg
- Wöllhub

Es gibt die Gemarkungen Seebruck, Seeon und Truchtlaching.

## Geschichte

### Bis zur Gründung der Gemeinden
Seeon wurde erstmals im Jahre 924 mit der Gründung des Benediktiner-Klosters Seeon erwähnt und gehörte als eine geschlossene Hofmark bis 1803 zum Herrschaftsgebiet des Klosters.
Seebruck entstand 50 n. Chr. und war zur Römerzeit unter dem Namen Bedaium ein bedeutender Ort. Er diente als Stützpunkt auf der Fernstraße von Salzburg nach Augsburg und war als solcher auch in der Tabula Peutingeriana eingezeichnet. Die Pfarrkirche St. Thomas und St. Stephan wurde 1474 bis 1478 erbaut und steht auf dem Platz des ehemaligen römischen Kastells.
Die Truchtlachinger Ortsadeligen waren Ministerialen des Erzbischofs von Salzburg und der Grafen von Kraiburg bzw. der Pfalzgrafen von Bayern. Im Jahre 1347 erhielten sie das Recht zur Zollerhebung an der Alzbrücke. Später war Truchtlaching eine geschlossene Hofmark des Klosters Baumburg, die mit ihm 1803 aufgelöst wurde.
Seebruck, Seeon und Truchtlaching wurden 1818 im Zuge der Verwaltungsreformen im Königreich Bayern selbstständige politische Gemeinden.

### Fusion
Im Zuge der Gebietsreform kam es am 1. Januar 1980 zum Zusammenschluss der Gemeinden Seebruck, Seeon und Truchtlaching. Im Zuge dieser Gemeindebildung wurden Seebruck und Truchtlaching aus der Verwaltungsgemeinschaft Chieming und Seeon aus der Verwaltungsgemeinschaft Obing entlassen.

### Einwohnerentwicklung
Zwischen 1988 und 2018 wuchs die Gemeinde von 3555 auf 4519 um 964 Einwohner bzw. um 27,1 %.
| Jahr | Einwohner |
| ---- | --------- |
| 1961 | 2802      |
| 1970 | 3015      |
| 1987 | 3426      |
| 1991 | 4061      |
| 1995 | 4242      |
| 2000 | 4345      |
| 2005 | 4510      |
| 2010 | 4618      |
| 2015 | 4558      |
| 2020 | 4506      |
| 2023 | 4637      |

## Politik

### Bürgermeister
Seit 1. Mai 2020 ist Martin Bartlweber (FWS/FWGS/PWT) Erster Bürgermeister. Dieser wurde mit 53,60 % (1470) Stimmen, bei einer Wahlbeteiligung von 73,64 %, zum ersten Mal gewählt.

### Gemeinderat
Die Gemeinderatswahlen 2020 führten zu folgender Sitzverteilung:
- CSU 5 Sitze
- Freie Wählergruppe Seeon (FWS) 3 Sitze
- Parteifreie Wählerschaft Truchtlaching (PWT) 3 Sitze
- Grüne 3 Sitze
- Freie Wählergemeinschaft Seebruck (FWGS) 2 Sitze

### Wappen
| | Blasonierung: „Unter einem blauen Schildhaupt, darin über silbernen Wellen eine silberne Brücke, gespalten; vorne in Silber aus schwarzem Dreiberg wachsend ein rotes Seeblatt an gebogenem Stängel, hinten in Rot ein gekrümmter und geflügelter silberner Fisch.“ |
| Zitat: „Das dreiteilige Gemeindewappen dokumentiert die 1980 erfolgte Bildung der Gemeinde Seeon-Seebruck aus den früher selbstständigen Gemeinden Seeon, Seebruck und Truchtlaching. Die Brücke über den Wellen im Schildhaupt ist als für den Gemeindenamen redendes Bild aus dem früheren Wappen von Seebruck übernommen. Das aus dem schwarzen Dreiberg wachsende Seeblatt vorne gibt das Wappen der Benediktinerabtei Seeon wieder und wurde bereits von der Gemeinde Seeon seit 1970 im Wappen geführt. Das Klosterzeichen im Gemeindewappen weist auf die enge Verbindung hin; das Dorf Seeon war bis zur Säkularisation 1803 Bestandteil der Klosterhofmark. Die Abtei Seeon war auch in der weiteren Umgebung reich begütert und spielte als Grund- und Hofmarksherrschaft eine wichtige Rolle. Der geflügelte Fisch ist das Wappentier des Ortsadelsgeschlechts der Truchtlachinger, die von 1120 bis zu ihrem Erlöschen 1490 in den Quellen als Edelfreie in Diensten der Ortenburger, der Erzbischöfe von Salzburg und der bayerischen Herzöge nachweisbar sind. Der geflügelte Fisch weist zugleich auf den Gemeindeteil Truchtlaching hin. Das Gemeindewappen mit Wellen, Brücke, Seeblatt und Fisch ergibt insgesamt eine mehrfach für Seeon-Seebruck redende Bildkomposition.“ Die Gemeinde führt das Wappen seit dem Zusammenschluss 1980. | |

## Kultur und Sehenswürdigkeiten
- Kloster Seeon mit der Klosterkirche St. Lambert, der Abtskapelle St. Nikolaus, der Nebenkirche St. Maria, der profanierten Kirche St. Walburgis und dem Veranstaltungszentrum des Bezirks Oberbayern
- Kunsthandwerkermarkt in Seeon: Seit 25 Jahren (Stand 2017) findet der Kunsthandwerkermarkt jährlich an Pfingsten statt. Rund 75 ausgewählte Aussteller aus den verschiedensten Gewerken wie Glas, Keramik, Holz, Leder, Papier, Metall, Textil und Schmuck präsentieren ihre Arbeiten und zeigen ausgewählte Exponate.[12]
- Römermuseum Bedaium
- Archäologischer Rundweg mit der keltischen Siedlung Stöffling
- Filialkirche St. Ägidius in Seeon Dorf
- Pfarrkirche St. Thomas und St. Stephan in Seebruck
- Pfarrkirche St. Johannes der Täufer in Truchtlaching

## Wirtschaft und Infrastruktur

### Wirtschaft
2017 gab es in der Gemeinde 1198 sozialversicherungspflichtige Arbeitsplätze. Von der Wohnbevölkerung standen 1765 Personen in einem versicherungspflichtigen Beschäftigungsverhältnis. Damit war die Zahl der Auspendler um 567 Personen größer als die der Einpendler. 59 Einwohner waren arbeitslos. 2016 gab es 72 landwirtschaftliche Betriebe.

### Bildung und Forschung
Es gibt folgende Einrichtungen (Stand: 1999):
- Drei Kindertageseinrichtungen mit 139 genehmigten Plätzen und 118 Kindern
- Eine Volksschule mit sieben Klassen und 134 Schülern
- Limnologische Forschungsstation der Universität München

## Persönlichkeiten
- Maria Schwarz (1877–1963), Schauspielerin, wurde in Truchtlaching geboren.
- Herbert Rittlinger (1909–1978), Schriftsteller, lebte ab 1950 am Weinberg in Seeon.
- Judith Steinbacher (* 1946), Grafikerin und Kinderbuchautorin, Tochter von Marianne und Herbert Rittlinger, wuchs in Seeon auf.
- Stefan Dettl (* 1981), Musiker und Frontmann der Gruppe LaBrassBanda, lebt in Truchtlaching.